# Зардоз
«За́рдоз» (англ. Zardoz) — науково-фантастичний фільм-антиутопія з елементами фарсу британського кінорежисера Джона Бурмана, знятий в 1974 році.

## Сюжет
Дія відбувається у 2293 році. На залишках цивілізації плем'я Винищувачів поклоняється богові Зардозу, за наказом якого грабує і винищує Бруталів — звичайних людей, які живуть у скруті. До Винищувачів належать тільки чоловіки, що носять страшні маски, а жінок викрадають у Бруталів і ґвалтують тільки для народження дітей. Раз на рік до Винищувачів прибуває Зардоз у подобі літаючої кам'яної голови. Отримавши жертвопринесення, він наказує продовжити вбивати Бруталів і дає нові рушниці з набоями. Винищувач Зед залазить у пащу кам'яної голови та ховається в купі зерна. Зардоз злітає, Зед оглядає внутрішні приміщення та бачить чоловіка, якого застрелює.
Кам'яна голова прилітає у Вортекс — затишну долину, куди Винищувачі нібито потрапляють після смерті. Зед вибирається назовні та оглядає ферму, де таємничі машини обробляють доставлене зерно. Він знаходить перстень, через який комп'ютер Табернакл, який керує Вортексом, повідомляє його жителям новини. Згодом Зед бачить людей і намагається застрелити жінку, але вона телепатично присипляє його.
Зед отямлюється в приміщенні, де вирощуються нові люди. Як з'ясовується з мови двох дослідниць, населення Вортекса безсмертне та керується комп'ютером. Якщо хтось із них гине, то завдяки вживленому в голову кристалу його пам'ять записується у нове штучно вирощене тіло. Дослідниці сканують мозок Зеда аби дізнатись як той потрапив у Вортекс, підозрюючи, що він причетний до смерті Артура Фрейна. Останній запис пам'яті Артура показує лише як той падає з літаючої голови. Проте у спогадах Зеда цього немає, а самі лише сцени набігів і насильства. Зрештою дослідниця Консуела пропонує вбити Зеда, але Мей і Френд вирішують лишити його живим з метою дізнатись більше з часом.
Жителі Вортекса презирливо ставляться до Зеда як до дикуна. Перебуваючи між ними, той дізнається, що в давнину найбагатші люди світу створили собі поселення, захищене невидимим бар'єром. Аби вони зберігали знання людства, творець Вортекса наділив їх безсмертям. Населення Вортекса фізично й розумово перевершує людей, що лишилися за бар'єром, володіє телепатією і не потребує сну — його замінюють медитації. Якщо хтось порушує закони Вортекса, покаранням слугує зістарення на певну кількість років. Навіть переродившись, такі люди лишаються фізично старими. Дехто за минулі два з лишком століття втомився від безсмертя, адже життя у Вортексі — це збереження старого без творення нового. Прихильники чинного ладу на чолі з Консуелою розуміють, що поява гостя з-за бар'єру порушує уклад життя, і намагаються його вбити. Відчуваючи вперше за багато років ненависть, натовп, ведений Консуелою, лютує та вчиняє погром. Незворушність Зеда змушує Консуелу засумніватися чи такий він вже примітивний.
Дослідниця Мей, що вивчає Зеда, виявляє, що той зовсім не дикун. Він фізично й розумово перевершує навіть жителів Вортекса, він вміє читати і приховувати свої спогади. Зед розповідає, що його навчив цьому таємничий голос у покинутій бібліотеці. Якось він знайшов книгу «Чарівник країни Оз», де чоловік видавав себе за чарівника, говорячи через скульптуру голови. Зед зрозумів, що Зардоз — це теж чийсь обман, а саме ім'я Зардоз утворене від «Wizard of Oz». Розлючений тим, що життям Винищувачів керував обманщик, Зед замислив убити самозванця. Вагаючись, Консуела починає симпатизувати Винищувачу.
Зед натрапляє на групу бунтарів, покараних зістаренням. Вони розуміють, що той смертний і намагаються вбити його, аби пізнати таємницю смертності. Серед них є і творець Вортекса, що став безпомічним старцем. Він розповідає про комп'ютер Вортекса, що являє собою кристал. Ніхто з тих, хто живе у долині, не може завдати йому шкоди, але Зед знаходить комп'ютер і розбиває його. Люди у Вортексі стають смертними та вирішують піти з життя, передавши перед цим усі свої знання Зеду.
Відроджений тим часом Артур Фрейн розповідає Зеду, що він і видавав себе за Зардоза і він навчив Зеда читати. За його планом, все так і мало відбутися. Навчивши Зеда, він посіяв у його розумі сумнів і ненависть, після чого допустив у камінну голову, щоб той потрапив у Вортекс і став здатний знищити комп'ютер. Зед знаходить шлях за межі бар'єра, де вже чекають інші Винищувачі. Вони вриваються у Вортекс і вбивають його жителів, які самі йдуть на смерть.
Зед і Консуела ховаються в печері. Фінальні кадри показують як у них народжується син, виростає та вирушає у світ. Зед з Консуелою старіють і врешті перетворюються на кістяки. Про них нагадують лише відбитки долонь на стіні та зіржавілий револьвер Зеда.

## У ролях
- Шон Коннері — Зед
- Шарлотта Рамплінг — Консуела
- Сара Кестелман — Мей
- Ніалл Баггі — Артур Фрейн / Зардоз
- Джон Альдертон — Френд
- Саллі Енні Ньютон — Авалоу
- Боско Гоган — Джордж Саден
- Джессіка Свіфт — Апатетик
- Реджинальд Джармен — голос Смерті
- Бейрб Даулінг — Стар
- Крістофер Кассон — творець Вортекса

## Оцінки й відгуки
Фільм «Зардоз» здобув посередні оцінки. Так, на IMDb він має рейтинг у 5,9 балів з 10, а на Metacritic — 46/100.
Згідно з Норою Сейр із «The New York Times», «Попри псевдонаукові хитрощі та повчальні діалоги, „Зардоз“… радше спантеличливий, ніж захопливий, навіть із божевільною „перестріляй їх усіх“ кульмінацією.» Вілл Томас із «Empire» відгукувався: «Ви повинні прийняти Джона Бурмана. Коли він блискучий, він блискучий, але коли він жахливий, він справді жахливий. Захопливе нагадування про те, якою раніше була кінематографічна фантастика перед „Зоряними війнами“, цей ризикований вінегрет літературних алюзій, інтелігентного порно, науково-фантастичних риштувань, надопеченого інтелектуалізму та справжнього бажання зробити щось революційне, збивається зі шляху на тисячу миль, але має елементи — одна з них — його поганість — що робить його нездоланно привабливим.»
У той же час «Зардоз» входить до переліку 20-и найбільш новаторських науково-фантастичних фільмів 20th Century Fox. Джонатан Розенбаум з «Chicago Reader» назвав «Зардоз» найбільш недооціненим фільмом Джона Бурмана, описавши його як «неможливо амбітну та претензійну, але також дуже винахідливу, провокаційну та візуально вражаючу науково-фантастичну пригоду з дрібкою метафізики».